# Nocturnal (Yuna)
Nocturnal è il secondo album in studio internazionale della cantante malese Yuna, pubblicato nel 2013.

## Tracce
1. Falling – 4:06
2. Mountains – 4:11
3. Rescue – 3:46
4. Lights and Camera – 3:34
5. Lovely Intermission – 3:55
6. Someone Who Can – 3:40
7. I Want You Back – 3:32
8. Come Back – 3:27
9. Colors – 3:39
10. I Wanna Go – 3:42
11. Escape – 3:51

Tracce bonus Edizione Deluxe
1. Hanging On – 3:52
2. Bravest Everything – 3:33
3. Call Everyone – 3:39